# Panisea distelidia
Panisea distelidia là một loài thực vật có hoa trong họ Lan. Loài này được I.D.Lund mô tả khoa học đầu tiên năm 1987.